# Victoria (Seychelle-szigetek)
Victoria a Seychelle-szigetek legnagyobb városa és a világ legkisebb fővárosa. A legnépszerűbb nyaralóközpontban, a Mahé-szigeten fekszik, a seychelle-i lakosság egyharmada él itt.

## Földrajz

### Éghajlat
| Hónap                                     | Jan. | Feb. | Már. | Ápr. | Máj. | Jún. | Júl. | Aug. | Szep. | Okt. | Nov. | Dec. | Év   |
| ----------------------------------------- | ---- | ---- | ---- | ---- | ---- | ---- | ---- | ---- | ----- | ---- | ---- | ---- | ---- |
| Átlagos max. hőmérséklet (°C)             | 29,8 | 30,4 | 31,0 | 31,4 | 30,5 | 29,1 | 28,3 | 28,4 | 29,1  | 29,6 | 30,1 | 30,0 | 29,8 |
| Átlaghőmérséklet (°C)                     | 26,8 | 27,3 | 27,8 | 28,0 | 27,7 | 26,6 | 25,8 | 25,9 | 26,4  | 26,7 | 26,8 | 26,7 | 26,9 |
| Átlagos min. hőmérséklet (°C)             | 24,1 | 24,6 | 24,8 | 25,0 | 25,4 | 24,6 | 23,9 | 23,9 | 24,2  | 24,3 | 24,0 | 23,9 | 24,4 |
| Átl. csapadékmennyiség (mm)               | 379  | 262  | 167  | 177  | 124  | 63   | 80   | 97   | 121   | 206  | 215  | 281  | 2172 |
| Havi napsütéses órák száma                | 153  | 175  | 210  | 227  | 252  | 232  | 230  | 230  | 227   | 220  | 195  | 170  | 2521 |
| Forrás: World Meteorological Organization |      |      |      |      |      |      |      |      |       |      |      |      |      |

## Történelem

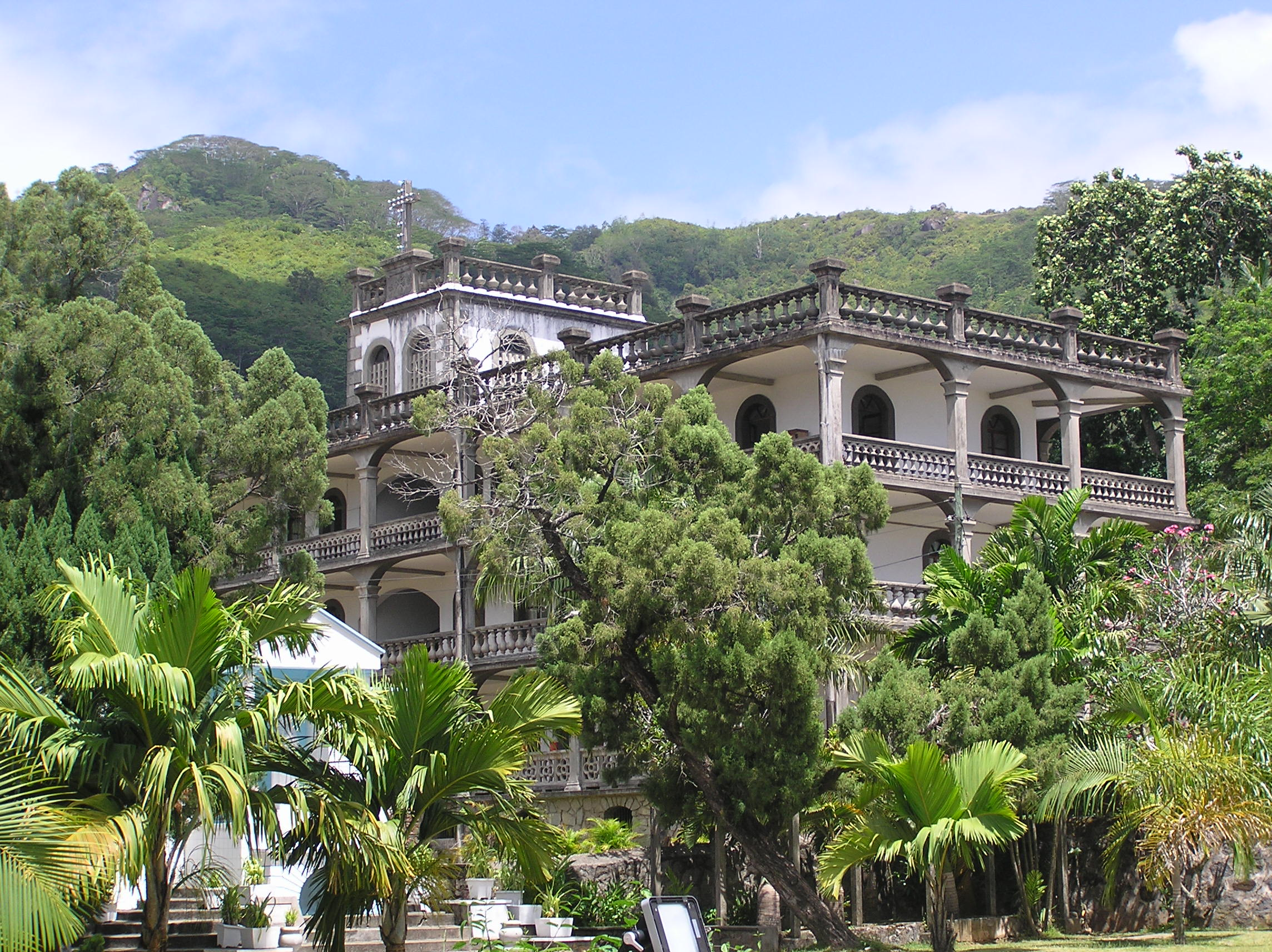
A Kapucinusok Rendháza

A szigetet a Brit Kelet-indiai Társaság egyik hajója fedezte fel. 1778-ban érkeztek meg az első francia telepesek, akik rabszolgákkal mezőgazdasági tevékenységet folytattak.
A főváros nevét Viktória angol királynőről kapta. A britek a 19. század elején elfoglalták a Seychelle-szigeteket és 1976-ig, az ország függetlenné válásáig uralták.

## Látnivalói
Victoria városa mindössze 200 éves múltra tekint vissza. Építészetében erős francia hatás érzékelhető. A város két fő részre tagolódik: a régi gyarmati épületekre és szűk utcákra, illetve a széles sugárutakkal és trópusi kertekkel bővelkedő új városnegyedre.
A városközpontot egy óratorony jelzi, amely a londoni Big Ben mása. Mellette található a bíróság. Az anglikán és római katolikus templomokat csak néhány háztömb választja el egymástól, de mindkettőt túlszárnyalja a Kapucinusok Rendháza.
A Seychelle-szigetek történelme iránt érdeklődők a National History Museumban tudják ismereteiket bővíteni. A természettudományok rajongóinak pedig a Natural History Museum kiállításai szolgálnak meglepetésekkel. A reggeli piacon az árusok standjai trópusi gyümölcsökben, fűszerekben és friss tengeri halakban bővelkednek.